# 亞齊·沃恩
約瑟夫·弗洛伊德·「亞齊」·沃恩（英語：Joseph Floyd "Arky" Vaughan，1912年3月9日—1952年8月30日），為美國職棒大聯盟的游擊手。生涯14個球季曾效力過海盜與道奇兩隊，而他也於1985年入選名人堂。

## 職業生涯

### 匹茲堡海盜

#### 菜鳥球季
1932年，海盜隊將沃恩拉上大聯盟，做為游擊手Tommy Thevenow的替補。Thevenow在前一年球季因為腳踝受傷造成球季提前結束，而他過了一年傷勢還沒完全恢復，這也讓沃恩有了大展身手的機會。
當時沃恩是整個國聯裡面最年輕的球員，他在菜鳥年出賽129場比賽，打擊率為3成18，並有61分打點。不過他在防守端上因為經驗不足，而發生了46次失誤。

#### 成為明星球員
1933年，沃恩站穩了海盜隊游擊手的位置。這年他出賽152場比賽，打擊率為3成14，並有97分打點。另外還擊出領先全聯盟的19支三壘安打。他3成88的上壘率與4成78的長打率都能排在聯盟前五名，儘管他的單季失誤次數還是跟菜鳥年一樣多，不過他在MVP票選上拿下第23名。
1934年，沃恩入選了生涯首次的明星賽。他的打擊率為3成33，而且他的上壘率和保送次數都是聯盟最高。而他又再次於MV票選中拿下第23名。

#### 1935年
沃恩在這年打出他整個職業生涯最好的一個球季，他以3成85的打擊率拿下打擊王。另外他4成91的上壘率和1.098的整體攻擊指數也都是全大聯盟最多。而他的長打率高達6成07，另外獲得97次保送。這年他還擊出19支全壘打與99分打點。儘管如此他還是只有在MVP票選上拿下第三名，輸給了蓋比·哈特奈特和Dizzy Dean。

#### 巔峰年之後
打出了生涯最漂亮的一個球季後，沃恩在後面6個球季都還有維持高檔表現。他每一年的打擊率都超過3成，並且全都入選明星賽。1938年，他再一次於MVP票選上拿下第三名。海盜隊也在那年以當時隊史最佳的86勝64敗拿下國聯第二名。
1940年，沃恩被總教練法蘭基·弗里許指派為球隊隊長。這年沃恩的打擊率開始出現下滑，因此弗里許讓Alf Anderson取代沃恩的游擊手位置。結果Anderson的打擊能力比沃恩更糟，因此沃恩再度成為海盜隊的先發游擊手。1941年的明星賽，沃恩單場擊出雙響砲，結果國聯在9局下被美聯的泰德·威廉斯擊出逆轉3分砲輸球。這年沃恩出賽106場比賽，打擊率為3成16。而海盜隊也在這年球季結束後將沃恩交易至道奇，這項交易讓當時的海盜球迷感到無比憤怒，海盜隊也在缺少明星球員的情況下陷入了黑暗期。

### 布魯克林道奇

#### 移防三壘
1941年4月12日，道奇隊用Pete Coscarart、Luke Hamlin、Babe Phelps與Jimmy Wasdell向海盜隊交易沃恩。許多人認為這筆交易案是因為沃恩和總教練弗里許之間的不和所促成的交易。沃恩到了道奇之後，因為陣中已經有了皮·維·瑞斯這名游擊手，所以他被球隊指派為三壘手。
沃恩在道奇的第一年只繳出2成77的打擊率，這是他生涯首度單季打擊率不到3成。他的上壘率更是寫下生涯新低，僅3成48。儘管這年他還是入選了明星賽，不過不可否認的是，這年是他生涯最低潮的一個球季。

#### 團隊衝突
1943年，游擊手瑞斯加入美軍服役，沃恩也順勢成為球隊的游擊手。這年他觸底反彈，繳出3成05的打擊率，而且還寫下生涯新高的單季20次盜壘成功。
不過這年球隊發生了摩擦，先是總教練里歐·德羅許爾與投手波波·紐森起了口角，因為紐森認為捕手Bobby Bragan的接球能力很差。7月10日，紐森被總教練以不服管教之名處以3場禁賽處分。而沃恩因為看不慣總教練的作風因此和他起了口角，最後德羅許爾脅迫沃恩離隊。由於沃恩在球隊中是一名備受隊友尊敬的人，因此當其他人看到他被強制退隊時，幾乎沒有人願意為德羅許爾出賽。這起事件最後也搞到道奇高層出面調停才暫告落幕，不過沃恩也決定暫時離開棒球界，於是回到他經營的牧場工作。

#### 東山再起
1947年球季，德羅許爾被聯盟禁賽一年，這也讓沃恩有了重返大聯盟的念頭。這年他以工具人的身分出賽64場比賽，打擊率為3成25。而他也在這年嚐到了世界大賽的滋味，他在世界大賽出賽3場比賽，其中獲得2次保送且敲出一支二壘安打。可惜道奇最後3勝4敗輸給洋基，沃恩無緣拿下世界大賽冠軍。
1948年，德羅許爾禁賽期滿回到道奇隊，不過沃恩並沒有選擇離隊。只是這年他出賽65場比賽，打擊率僅2成44，他也因此在球季末被釋出。隔年球季他在小聯盟打球，並於球季結束後宣布退休。

## 生涯打擊成績
| 年度 | 球隊 | 出賽場次 | 打數 | 得分 | 安打 | 二安 | 三安 | 全壘打 | 打點 | 盜壘 | 保送 | 三振 | 打擊率 | 上壘率 | 長打率 | OPS   |
| 1932 | 海盜 | 129      | 497  | 71   | 158  | 15   | 10   | 4      | 61   | 10   | 39   | 26   | .318   | .375   | .412   | .787  |
| 1933 | 海盜 | 152      | 573  | 85   | 180  | 29   | 19   | 9      | 97   | 3    | 64   | 23   | .314   | .388   | .478   | .866  |
| 1934 | 海盜 | 149      | 558  | 115  | 186  | 41   | 11   | 12     | 94   | 10   | 94   | 38   | .333   | .431   | .511   | .942  |
| 1935 | 海盜 | 137      | 499  | 108  | 192  | 34   | 10   | 19     | 99   | 4    | 97   | 18   | .385   | .491   | .607   | 1.098 |
| 1936 | 海盜 | 156      | 568  | 122  | 190  | 30   | 11   | 9      | 78   | 6    | 118  | 21   | .335   | .453   | .474   | .927  |
| 1937 | 海盜 | 126      | 469  | 71   | 151  | 17   | 17   | 5      | 72   | 7    | 54   | 22   | .322   | .394   | .463   | .857  |
| 1938 | 海盜 | 148      | 541  | 88   | 174  | 35   | 5    | 7      | 68   | 14   | 104  | 21   | .322   | .433   | .444   | .876  |
| 1939 | 海盜 | 152      | 595  | 94   | 182  | 30   | 11   | 6      | 62   | 12   | 70   | 20   | .306   | .385   | .424   | .808  |
| 1940 | 海盜 | 156      | 594  | 113  | 178  | 40   | 15   | 7      | 95   | 12   | 88   | 25   | .300   | .393   | .453   | .846  |
| 1941 | 海盜 | 106      | 374  | 69   | 118  | 20   | 7    | 6      | 38   | 8    | 50   | 13   | .316   | .399   | .455   | .854  |
| 1942 | 道奇 | 128      | 495  | 82   | 137  | 18   | 4    | 2      | 49   | 8    | 51   | 17   | .277   | .348   | .341   | .689  |
| 1943 | 道奇 | 149      | 610  | 112  | 186  | 39   | 6    | 5      | 66   | 20   | 60   | 13   | .305   | .370   | .413   | .783  |
| 1947 | 道奇 | 64       | 126  | 24   | 41   | 5    | 2    | 2      | 25   | 4    | 27   | 11   | .325   | .444   | .444   | .889  |
| 1948 | 道奇 | 65       | 123  | 19   | 30   | 3    | 0    | 3      | 22   | 0    | 21   | 8    | .244   | .354   | .341   | .696  |
| 14年 | 14年 | 1817     | 6622 | 1173 | 2103 | 356  | 128  | 96     | 926  | 118  | 937  | 276  | .318   | .406   | .453   | .859  |

## 紀念
沃恩的生涯打擊率高達3成18，是20世紀大聯盟生涯打擊率最高的游擊手。而他生涯14個球季有12個球季的單季打擊率超過3成。根據勝利貢獻值(Win Share)，沃恩在非投手球員的排行中，排在大聯盟史上第26名。
1985年，沃恩入選名人堂。當時美國前總統理查·尼克森甚至還寫信寄給沃恩的女兒祝賀。
而早在1972年7月，時任美國總統的尼克森就將沃恩列為大聯盟戰間期(1925年至1945年間)的國聯全明星隊先發游擊手。棒球數據專家Bill James也將沃恩評為大聯盟史上第二傑出的游擊手，僅次於何那斯·華格納。

## 個人生活
沃恩在1931年結婚，並育有4個小孩。
退休後，沃恩回到他在加州經營的牧場工作。除了牧場的工作外，他平時也會和朋友去捕魚。1952年8月30日，沃恩和他一個朋友Bill Wimer去釣魚。而根據目擊者所述，Wimer當時站在船上，結果造成船隻翻覆，沃恩想要救Wimer，結果雙雙身亡。而兩人的屍體也在隔天被打撈起來。
沃恩的姪子Glenn Vaughan曾於1963年於太空人隊完成大聯盟初登板。

## 外部連結
- 亞齊·沃恩在美國職棒官網（英语）
- 亞齊·沃恩在Baseball-Reference.com（大聯盟）（英语）
- 亞齊·沃恩在Baseball-Reference.com（小聯盟以及海外聯盟）（英语）
- 亞齊·沃恩在ESPN（MLB）（英语）
- 亞齊·沃恩在FanGraphs.com（英语）
- 亞齊·沃恩在Retrosheet（英语）
- 亞齊·沃恩在SABR（英语）
- 亞齊·沃恩在The Baseball Cube（英语）
- 亞齊·沃恩在Baseball Hall of Fame（英语）
- 亞齊·沃恩在台灣棒球維基館上的頁面（繁體中文）

| 成就                           | 成就                                 | 成就                           |
| ------------------------------ | ------------------------------------ | ------------------------------ |
| 前任： 查克·克萊因 查理·蓋林傑 | 完全打擊 1933年6月24日 1939年7月19日 | 繼任： 米奇·寇克蘭 Harry Craft |